# Laski
Laski (pronunciación en polaco: /ˈlaskʲi/) es un pueblo en el distrito administrativo de Gmina Krzywda, dentro del condado de Łuków, voivodato de Lublin, en el este de Polonia. Se encuentra a unos 9 kilómetros al oeste de Krzywda, 24 kilómetros suroeste de Łuków, y 72 kilómetros al noroeste de la capital regional Lublin.